# Barranc de la Bassa (Isona)
|  | Aquest article tracta sobre del barranc d'Isona. Si cerqueu pel barranc homònim, vegeu «Barranc de la Bassa (Arbul)». |

El Barranc de la Bassa és un barranc del terme municipal d'Isona i Conca Dellà que pertany íntegrament a l'antic terme d'Isona.
Es forma al Bosc del Cimadal, al sud-oest de la Corona, a 1.409,5 m. alt. Des d'allí davalla cap al sud-oest, entre la Serra Mitjana, al nord, i el Serrat de la Rebollera, al sud, i es va a abocar en el barranc de les Valls just a llevant del Castell de Llordà.